# Hofstetten (Baden-Württemberg)
Hofstetten è un comune tedesco di 1 798 abitanti, situato nel land del Baden-Württemberg.